# Dušan Machovec
PhDr. Dušan Machovec (* 12. ledna 1929, Praha – 20. dubna 2005) byl český filosof, specialista na dějiny antické filosofie, pedagog a hudebník. Jeho starší bratr byl filosof Milan Machovec.

## Dílo
- Co je filosofie, 1957
- Dějiny antické filosofie (skripta), 2. vyd. 1962, 2. dotisk 7. vyd. 1980, knižně 1993
- Technika psaní ročníkových prací z dějin antické filosofie (učební pomůcka), 1963, dotisk 3. vyd. 1980
- Dějiny antického atheismu (skripta), 1963.

### Sborníky
- Atomistická filozofie starověkého Řecka, její zrod, ohlasy a kritika, Čtení o antice 1978–79, 1979
- Několik poznámek k nábožensko-teologickému pojetí boha a filozofického pojetí absolutní, Problémy křesťanství, 1986
- Geneze myšlenky stvořenosti světa „z ničeho“ v počátcích křesťanství, Příspěvky k dějinám křesťanství, 1991.